# Pinkovac
Pinkovac (njemački: Güttenbach, mađarski: Pinkóc, slovenski: Pinkovec, Pinkovci) je naseljeno mjesto u austrijskoj saveznoj državi Gradišće, administrativno pripada Kotaru Novi Grad.

## Stanovništvo
Pinkovec prema podacima iz 2010. godine ima 961 stanovnika od čega 80% Hrvata.

## Partnersko naselje
- Malinska – Dubašnica

## Poznati
- Robert Hajszan, povjesničar, publicist i filolog

## Vanjske poveznice
- Pinkovec na Austria.at  Arhivirana inačica izvorne stranice od 5. veljače 2013. (Wayback Machine)